# Akademischer Segel-Verein in Kiel
Der Akademische Segel-Verein in Kiel (ASV i. K.) ist ein studentischer Segelverein in Kiel.

## Geschichte
Der Verein wurde als Akademischer Segler-Verein in Kiel am 11. Juni 1910 gegründet, abweichend von den Vorbildern der Akademischen Segler-Vereine Berlin, München und Danzig nicht als Korporation, sondern als studentische Vereinigung. Der neu gegründete Verein konnte sich schnell etablieren und hatte bereits im gleichen Wintersemester 22 Mitglieder. Mit der ersten Regina konnten noch vor dem Ersten Weltkrieg für damalige Verhältnisse große Seereisen durchgeführt werden: 1912 nach Sankt Petersburg und 1913 als erste deutsche Yawl zu den Shetland-Inseln. Der Verein wuchs schnell heran und hatte im Jahr 1914 bereits 88 Aktive, 33 Alte Herren und 53 außerordentliche Mitglieder.
Der Erste Weltkrieg führte zum Erliegen des Vereinslebens, erst 1919 kam neues Leben in den Verein. Die Regina hatte den Krieg nicht überstanden und musste verkauft werden. Der geplante Neukauf konnte dann nicht realisiert werden, da die Hyperinflation die Barmittel wertlos machte. 1927 konnte dann wieder ein Hochseeschiff beschafft werden, die Regina II, damals die drittgrößte deutsche Segelyacht. Nachdem mit dieser Yacht einige Siege, unter anderem bei der Helgoländer Nordseewoche und der Regatta Rund Skagen (heute Pantaenius Rund Skagen Race) eingefahren werden konnte, musste es doch wegen schwerer Rostschäden 1935 verkauft werden. 1937 kam dann die Regina III, diese konnte aber nur bis zum Ausbruch des Zweiten Weltkrieges 1939 eingesetzt werden. Im Zweiten Weltkrieg ging fast das komplette Vereinsvermögen durch Bombenschäden unter.
Nach dem Krieg wurden alle studentischen Vereinigungen von den Besatzungsmächten verboten, so auch der ASV in Kiel. Davon unabhängig sammelten sich rund um Kiel die alten Kieler Mitglieder, aber auch vom ASV Danzig, ASV Rostock und ASV Berlin und organisierten sich um den Peter von Danzig des ASV Danzig, der unter schwierigen Umständen nach Kiel gerettet werden konnte. Von diesem Kreis wurde die Neugründung eines studentischen Segelvereins gefördert, der sich 1947 zunächst als Akademischer Segel-Club gründete und später den alten Namen ASV in Kiel wieder annahm. Diesem neu gegründeten Verein wurde der Peter von Danzig zur Nutzung zur Verfügung gestellt und später übereignet. Diese Hochseeyacht prägte den Verein bis 1991, als sie gegen einen modernen Nachfolger ausgetauscht wurde. Neben der Ausbildung der Mitglieder auf Jollen und kleinen Kielbooten waren es vor allem die Hochseereisen über den Atlantik, Rund Island, zu den Azoren und ähnliche, die den Verein ausmachten. 1972/73 erfolgte die Teilnahme am ersten The Whitbread Round the World Race (heute Volvo Ocean Race). Die Crew konnte mit dem technisch veralteten Schiff hier weniger durch sportliche Ergebnisse, als durch die seemännische Durchführung von sich reden machen, und erhielt von den Konkurrenten den Preis „For the best performance of a losing yacht“. Insgesamt erhielten Mitglieder des ASV in Kiel viermal den Schlimbach-Preis, die höchste Auszeichnung in Deutschland für das Hochseesegeln, für Reisen auf Vereinsyachten.

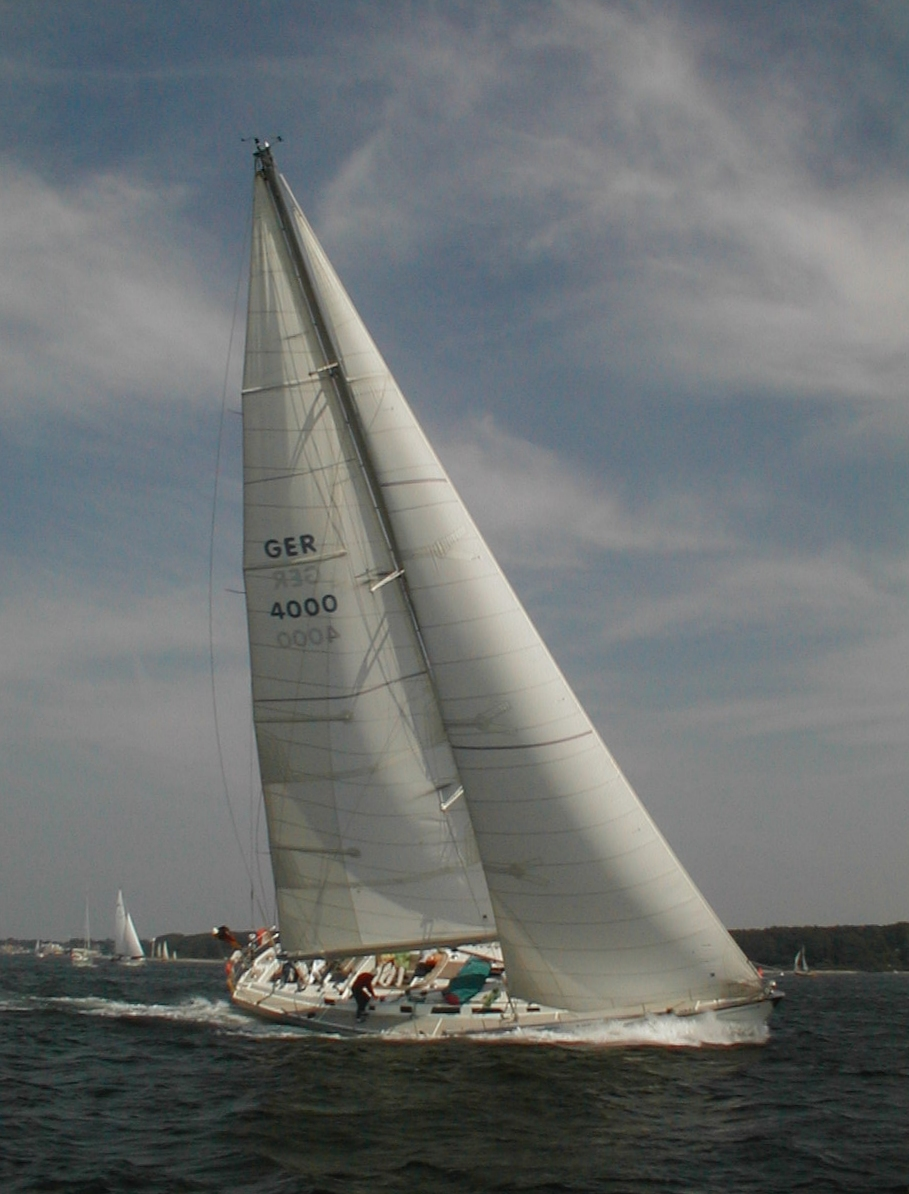
Der neue Peter von Danzig

1992 konnte der von Georg Nissen konstruierte und den Thyssen-Nordseewerken gebaute neue Peter von Danzig in Dienst gestellt werden. Seitdem wurden auch mit diesem Schiff mehrere Blauwasserreisen durchgeführt, 1992 im Rahmen der Columbus-Regatta der Sail Training Association nach New York, 1995 nach Island und Grönland, 1996/97 um die Welt im Rahmen des Hongkong-Challenge, 2000 Transatlantik zu den Bermudas und Neu-England und 2002/03 Überwinterung in der Karibik und Teilnahme an der DaimlerChrysler North Atlantic Challenge des Norddeutschen Regattavereins.
2024 benannte sich der Verein von „Akademischer Segler-Verein in Kiel“ zu „Akademischer Segel-Verein in Kiel“ um.

## Vereinsstruktur
Der Verein besteht zurzeit u. a. aus aktiv Studierenden. Der Verein versteht sich als Lebensbund und gliedert sich traditionell in die Aktivitas und die Alte Damen-/Altherrenschaft, wobei die Studierenden das Vereinsleben prägen. Der Bootspark besteht aus drei Kielyachten (Peter von Danzig, 17 m und 12 Kojen, Ellide, 10 m und 6 Kojen, Tillflykten, 7,5 m und 4 Kojen), einem Sportboot Seascape 18, einem Piraten und zwei Lasern. Mittelpunkt des Vereinslebens ist das Bootshaus an der Kiellinie.

## Aktivitäten
Neben den regelmäßig durchgeführten Hochseereisen – es ist der Vereinsanspruch, jedem Studierenden während des Studiums eine solche Reise zu ermöglichen – sind es vor allem die kleineren Reisen auf Nord- und Ostsee auf den drei Yachten und die Tagestörns auf der Kieler Förde, die den Schwerpunkt des Segelns ausmachen. Von 2005 bis 2011 veranstaltete der Verein jährlich eine Jollenregatta auf der Kieler Innenförde, das ASV Inshore Race Weekend.

## Besonderheiten
Bei dem Flaggschiff des Kieler ASV – Peter von Danzig – handelt es sich, entgegen der seemännischen Tradition, um ein „männliches“ Schiff.